# Nuevo Progreso (San Marcos)
Nuevo Progreso es un municipio del departamento de San Marcos de la región sur-occidente de la República de Guatemala.  Fue creado el 17 de octubre de 1889, durante el gobierno del general Manuel Lisandro Barillas Bercián. Nuevo Progreso es también conocido como «El Valle Escondido» de la costa del departamento de San Marcos.

## Toponimia
| N.º | Nombre          | Inicio                 | Final                  |
| --- | --------------- | ---------------------- | ---------------------- |
| 1.  | El Progreso     | 17 de octubre de 1889  | 1898                   |
| 2.  | Estrada Cabrera | 1898                   | 4 de noviembre de 1908 |
| 3.  | San Joaquín     | 4 de noviembre de 1908 | 3 de mayo de 1920      |
| 4.  | Nuevo Progreso  | 3 de mayo de 1920      | Actualidad             |

## Demografía
Según el censo de 2018 tiene una población aproximada de 30,489 habitantes para ese año y una densidad de 218 habitantes por kilómetro cuadrado.

## Geografía física
El municipio del Nuevo Progreso tiene una extensión territorial de 140 km².

### Clima
La cabecera municipal de Nuevo Progreso tiene clima tropical (Köppen:Am).
| Parámetros climáticos promedio de Nuevo Progreso | Parámetros climáticos promedio de Nuevo Progreso | Parámetros climáticos promedio de Nuevo Progreso | Parámetros climáticos promedio de Nuevo Progreso | Parámetros climáticos promedio de Nuevo Progreso | Parámetros climáticos promedio de Nuevo Progreso | Parámetros climáticos promedio de Nuevo Progreso | Parámetros climáticos promedio de Nuevo Progreso | Parámetros climáticos promedio de Nuevo Progreso | Parámetros climáticos promedio de Nuevo Progreso | Parámetros climáticos promedio de Nuevo Progreso | Parámetros climáticos promedio de Nuevo Progreso | Parámetros climáticos promedio de Nuevo Progreso | Parámetros climáticos promedio de Nuevo Progreso |
| Mes                                              | Ene.                                             | Feb.                                             | Mar.                                             | Abr.                                             | May.                                             | Jun.                                             | Jul.                                             | Ago.                                             | Sep.                                             | Oct.                                             | Nov.                                             | Dic.                                             | Anual                                            |
| ------------------------------------------------ | ------------------------------------------------ | ------------------------------------------------ | ------------------------------------------------ | ------------------------------------------------ | ------------------------------------------------ | ------------------------------------------------ | ------------------------------------------------ | ------------------------------------------------ | ------------------------------------------------ | ------------------------------------------------ | ------------------------------------------------ | ------------------------------------------------ | ------------------------------------------------ |
| Temp. máx. media (°C)                            | 30.2                                             | 30.6                                             | 32.0                                             | 31.8                                             | 31.5                                             | 30.3                                             | 30.9                                             | 31.1                                             | 30.4                                             | 30.2                                             | 30.1                                             | 30.0                                             | 30.8                                             |
| Temp. media (°C)                                 | 24.2                                             | 24.4                                             | 25.7                                             | 26.0                                             | 26.0                                             | 25.3                                             | 25.4                                             | 25.6                                             | 25.4                                             | 25.1                                             | 24.8                                             | 24.3                                             | 25.2                                             |
| Temp. mín. media (°C)                            | 18.2                                             | 18.3                                             | 19.4                                             | 20.2                                             | 20.5                                             | 20.3                                             | 20.0                                             | 20.2                                             | 20.4                                             | 20.1                                             | 19.5                                             | 18.6                                             | 19.6                                             |
| Precipitación total (mm)                         | 33                                               | 37                                               | 96                                               | 250                                              | 473                                              | 623                                              | 488                                              | 575                                              | 697                                              | 643                                              | 195                                              | 60                                               | 4170                                             |
| Fuente: Climate-Data.org                         |                                                  |                                                  |                                                  |                                                  |                                                  |                                                  |                                                  |                                                  |                                                  |                                                  |                                                  |                                                  |                                                  |

### Ubicación geográfica
Nuevo Progreso está localizado en el departamento de San Marcos y está prácticamente rodeado por municipios del mismo, exceptuando al Sur, donde limita con Coatepeque, municipio del departamento de Quetzaltenango
- Norte: San Marcos
- Noreste:  San Cristóbal Cucho
- Noroeste: Esquipulas Palo Gordo
- Sur: Coatepeque, municipio del departamento de Quetzaltenango
- Este: La Reforma y El Quetzal
- Oeste: Pajapita y El Tumbador[6]

| Noroeste: Esquipulas Palo Gordo | Norte: San Marcos | Nordeste: San Cristóbal Cucho |
| Oeste: Pajapita El Tumbador     |                   | Este: La Reforma El Quetzal   |
|                                 | Sur: Coatepeque   |                               |

## Gobierno municipal
Los municipios se encuentran regulados en diversas leyes de la República, que establecen su forma de organización, lo relativo a la conformación de sus órganos administrativos y los tributos destinados para los mismos.  Aunque se trata de entidades autónomas, se encuentran sujetas a la legislación nacional. Las principales leyes que rigen a los municipios en Guatemala desde 1985 son:
| N.º | Ley                                                | Descripción |
| --- | -------------------------------------------------- | --- |
| 1   | Constitución Política de la República de Guatemala | Tiene una regulación legal específica para los municipios en los artículos 253 al 262. |
| 2   | Ley Electoral y de Partidos Políticos              | Ley de carácter constitucional aplicable a los municipios en el tema de la conformación de sus autoridades electas. |
| 3   | Código Municipal                                   | Decreto 12-2002 del Congreso de la República de Guatemala. Tiene la categoría de ley ordinaria y contiene preceptos generales aplicables a todos los municipios, e inclusive contiene legislación referente a la creación de los municipios.             |
| 4   | Ley de Servicio Municipal                          | Decreto 1-87 del Congreso de la República de Guatemala. Regula las relaciones entra la municipalidad y los servidores públicos en materia laboral. Tiene su base constitucional en el artículo 262 de la constitución que ordena la emisión de la misma. |
| 5   | Ley General de Descentralización                   | Decreto 14-2002 del Congreso de la República de Guatemala. Regula el deber constitucional del Estado, y por ende del municipio, de promover y aplicar la descentralización y desconcentración económica y administrativa.                                |

El gobierno de los municipios de Guatemala está a cargo de un Concejo Municipal mientras que el código municipal —que tiene carácter de ley ordinaria y contiene disposiciones que se aplican a todos los municipios de Guatemala— establece que «el concejo municipal es el órgano colegiado superior de deliberación y de decisión de los asuntos municipales […] y tiene su sede en la circunscripción de la cabecera municipal». Por último, el artículo 33 del mencionado código establece que «[le] corresponde con exclusividad al concejo municipal el ejercicio del gobierno del municipio».
El concejo municipal se integra con el alcalde, los síndicos y concejales, electos directamente por sufragio universal y secreto para un período de cuatro años, pudiendo ser reelectos.
Existen también las Alcaldías Auxiliares, los Comités Comunitarios de Desarrollo (COCODE), el Comité Municipal del Desarrollo (COMUDE), las asociaciones culturales y las comisiones de trabajo. Los alcaldes auxiliares son elegidos por las comunidades de acuerdo a sus principios, valores, procedimientos y tradiciones, estos se reúnen con el alcalde municipal el primer domingo de cada mes. Los Comités Comunitarios de Desarrollo y el Consejo Municipal de Desarrollo tiene como función organizar y facilitar la participación de las comunidades priorizando necesidades y problemas.

## Historia
El municipio fue creado el 17 de octubre de 1889 con el nombre de El Progreso. Tras el asesinato del general José María Reina Barrios el 8 de febrero de 1898, asumió el poder el licenciado Manuel Estrada Cabrera, quien inició un gobierno de tipo dictatorial que habría de durar 22 años.  Los aduladores del presidente iniciaron un programa en que numerosas obras de infraestructura y municipios fueron bautizados con los apellido del gobernante, y El Progreso se convirtió en «Estrada Cabrera» en 1898.
En 1908, continuando con la adulación desmedida de los partidarios del presidente, el municipio fue renombrado nuevamente, esta vez como «San Joaquín», una forma masculina del nombre de la madre de Estrada Cabrera, Joaquina Cabrera —quien había fallecido el 3 de julio de ese año—, el 4 de noviembre de 1908, aprovechando la celebración de las Fiestas Minervalias.  Finalmente, fue renombrado como «Nuevo Progreso» el 3 de mayo de 1920, por el gobierno de Carlos Herrera y Luna, que emitió un decreto para remover todas las referencias a Estrada Cabrera y a su madre luego del derrocamiento del expresidente el 17 de abril de ese año.

## Salud
Nuevo Progreso es  conocido por el «Hospital de la Familia» que se encuentra allí; los médicos que lo atienden especialistas de los Estados Unidos quienes ofrecen atención médica en diferentes especialidades a los necesitados de la región. Al hospital llegan pobladores de todo el país por la calidad de atención que reciben de estos expertos estadounidenses.[cita requerida]